# Herb Cegłowa
Herb Cegłowa – symbol miasta i gminy Cegłów w postaci herbu.

## Wygląd i symbolika
Herb przedstawia na tarczy w polu czerwonym głowę Jana Chrzciciela na tle złotego snopa zboża. 
Głowa nawiązuje do patrona miasta i miejscowego kościoła, natomiast motyw kłosów zboża został zapożyczony z herbu Wazów, na co król Zygmunt III wydał kapitule pozwolenie.

## Historia
Cegłów uzyskał prawa miejskie 16 lutego 1621. Razem z tym przywilejem miasto otrzymało swój herb. Do 1628 herbem Cegłowa była tarcza ze snopem zboża otoczonym liściem wawrzynu. Według miejscowej tradycji w herbie umieszczono 11 kłosów, co miało symbolizować dwunastu apostołów z wyjątkiem Judasza Iskarioty, a jednocześnie duża liczba kłosów miała świadczyć o dużym znaczeniu miasta. W momencie ostatecznego potwierdzenia przywilejów miejskich do herbu dodano misę z głową Jana Chrzciciela, a wieniec laurowy otaczał jedynie kłosy. Z czasem został całkowicie wyparty i w 1847 został wysłany do władz rządowych w obecnej postaci. W 1869 Cegłów utracił prawa miejskie i zaprzestał oficjalnego posługiwania się symbolem herbowym. Powrócono do niego w momencie reformy administracyjnej kraju w 1991. Obecny wygląd herbu został ustanowiony 29 czerwca 1991.